# Luis Santos Villeda
Luis Alfonso Santos Villeda SDB (ur. 7 listopada 1936 w Ocotepeque) – honduraski duchowny katolicki, biskup Santa Rosa de Copán w latach 1984-2011.
Święcenia kapłańskie otrzymał 5 maja 1966.
27 stycznia 1984 papież Jan Paweł II mianował go ordynariuszem diecezji Santa Rosa de Copán. Sakry biskupiej udzielił mu ówczesny nuncjusz apostolski w Hondurasie - Andrea Cordero Lanza di Montezemolo.
We wrześniu 2009 ogłosił, że po przejściu na emeryturę biskupią, zamierza kandydować w wyborach na prezydenta Hondurasu.
7 listopada 2011 papież Benedykt XVI przyjął jego rezygnację z urzędu złożoną ze względu na wiek.